# Deathloop
Deathloop ist ein Computerspiel des Genres Action-Adventure. Entwickelt wurde es von den Dishonored-Entwicklern Arkane Studios; der Publisher ist Bethesda. Das Spiel ist für Windows und – zeit-exklusiv – für PlayStation 5 am 14. September 2021 erschienen.

## Gameplay
In Deathloop schlüpft der Spieler in die Rolle von Colt Vahn, einem Attentäter, der in einer Zeitschleife feststeckt und an einem Strand auf der Insel Blackreef aufwacht. Die anderen Bewohner von Blackreef, einem ehemaligen Armeestützpunkt, auf dem einst seltsame Experimente durchgeführt wurden, haben in die Insel investiert und sich für diese Nacht versammelt, um eine Party zu veranstalten. Diese dauert faktisch ewig, denn am Ende jeder Nacht wird die Insel auf den Beginn des Tages in dieser Zeitschleife zurückgesetzt. Aufgrund dieser Rücksetzung achten die Partygäste nicht auf ihre Handlungen oder Taten, da sie am Anfang der Schleife ohne Erinnerungen oder Auswirkungen der vorherigen Schleife aufwachen. Während Colt Teil dieser Schleife ist, behält er jedoch die Erinnerungen aus jeder Schleife und lernt mit jeder Wiederholung die Verhaltensweisen und Muster der Partygäste.
Colt hat die Aufgabe, acht Ziele auf der ganzen Insel vor Mitternacht auszuschalten, denn wenn er auch nur eines am Leben lässt, wird die Zeitschleife zurückgesetzt und seine Arbeit rückgängig gemacht. Sollte Colt sterben, bevor er die acht Ziele ausgeschaltet hat, wacht er am Anfang der Schleife wieder auf. Im Gegensatz zu The Legend of Zelda: Majora’s Mask, einem anderen Spiel mit einer Zeitschleife, die in Echtzeit abläuft, ist die jene in Deathloop nicht streng zeitlich begrenzt und soll dem Spieler mehr Zeit und Freiheit geben, diese acht Ziele in einer Schleife auszuschalten. Der Spieler soll dabei eine Kombination aus Stealth, Parkour, Angriffsfähigkeiten, Gadgets und Kräften wie in Arkanes früheren Spielen Dishonored 2: Das Vermächtnis der Maske und Prey nutzen, um sich in der Spielwelt zu bewegen, Wachen zu vermeiden oder auszuschalten und die Muster von Colts Zielen zu lernen. Das dient dem Erlernen der richtigen Reihenfolge, in der diese am effizientesten mit Waffen, Nahkampfangriffen oder anderen Mitteln aus der Umgebung ausgeschaltet werden können.
Das Spiel verfügt über einen Multiplayer-Aspekt, in dem der Spieler alternativ die Rolle von Julianna übernehmen kann, einer Agentin, die den Auftrag hat, die Zeitschleife zu schützen und Colt auszuschalten. Wenn der Spieler diese Rolle übernimmt, tritt er in das Spiel eines zufälligen Spielers, der währenddessen weiterhin Colt spielt, ein und kann in dessen Spiel eingreifen. Der Multiplayer-Teil ist optional und die Spieler können die Option deaktivieren, dass andere Spieler die Rolle von Julianna in ihrem Spiel übernehmen und dies stattdessen einem computergesteuerten Gegner überlassen, der versucht, Colt aufzuhalten.

### Fähigkeiten
Neben den unterschiedlichen Hieb- und Schusswaffen kann die Spielfigur Colt von besiegten Visionären sogenannte Tafeln erhalten, die ihm besondere Fähigkeiten  verleihen.
- Reprise – Die Zeit wird nach dem Tod von Colt zweimal ein paar Sekunden zurückgedreht, bevor die Zeitschleife von Neuem beginnt. Diese Fähigkeit erhält der Spieler automatisch.

- Äther – Colt hat die Fähigkeit, sich unsichtbar zu machen.

- Teleport – Colt kann sich über Hindernisse bewegen und sonst unerreichbare Ort erreichen.

- Verwüstung – Ein Schild, mit dem feindliches Feuer absorbiert und als Schlag gegen Gegner wieder abgegeben wird.

- Karnesie – Schleudert Gegner durch die Luft.

- Nexus – Werden mehrere Gegner im Wirkungskreis der Fähigkeit markiert, sind diese miteinander verbunden. Wird einer davon getötet, erleiden alle verbundenen Feinde das gleiche Schicksal.

### Visionäre
Bei den acht Visionären handelt es sich um die Zielpersonen des Protagonisten Colt. Er muss diese im Ablauf eines Tages besiegen, um die Zeitschleife zu durchbrechen. Die Visionäre halten sich in einem der vier Gebiete von Blackreef auf und sind dort zu einer bestimmten Tageszeit anzutreffen. Es ist aber möglich, mehrere Visionäre an einem Ort zusammenzubringen und so mehrere Zielpersonen in einem Durchgang auszuschalten.
- Charlie Montague betreibt ein Live-Rollenspiel mit dem Titel „Jagd auf den Eindringling“. Er verfügt über die Teleport-Tafel.

Aufenthaltsort: Mittags in Updaam.
- Fia Zborowska besitzt die Verwüstung-Fähigkeit, die Colt nach einem Sieg erhält.

Aufenthaltsort: Mittags in Fristad Rock.
- Frank Spicer ist ein Radiomoderator, der als Plappermaul bezeichnet wird und sich in seinem Club in Fristad Rock befindet.

Aufenthaltsort: Morgens in Fristad Rock.
- Dr. Wenjie Evans ist die Forschungsleiterin des Projekts ÄON, welches für die Zeitschleife verantwortlich ist. Von ihr erhält Colt die Möglichkeit, das Material Residuum einzusammeln, wodurch Waffen und Fähigkeiten beim Beginn einer weiteren Zeitschleife erhalten bleiben können.

Aufenthaltsort: Nachmittags in Der Komplex.
- Egor Serling ist der Gründer des Projektes ÄON und Besitzer der Tafel für die Äther-Fähigkeit.

Aufenthaltsort: Abends in Der Komplex.
- Aleksis Dorsey ist ein geheimnisvoller Mann, der sich nur mit einer Wolfsmaske zeigt. Er besitzt die Karnesie-Tafel.

Aufenthaltsort: Abends in Updaam.
- Julianna Blake ist die einzige Visionärin, mit der Colt kommuniziert und keinen festen Aufenthaltsort hat. Sie hat den Auftrag, die Zeitschleife zu schützen, und macht Jagd auf Colt.

- Harriet Morse ist die Anführerin einer Sekte, von der Colt nach dem Besiegen die Nexus-Fähigkeit erhält.

Aufenthaltsort: Morgens in Karlsbucht.

## Entwicklung & Veröffentlichung
Deathloop wird hauptsächlich von den Arkane Studios an ihrem Standort in Lyon, Frankreich, entwickelt. Game Director Dinga Bakaba beschrieb das Spiel als ein „umgekehrtes Cluedo“, ein Mörderpuzzle, das der Spieler in einem perfekten Durchlauf lösen muss, nachdem er in vielen vorherigen Durchläufen gescheitert ist. Das Spiel ist so konzipiert, dass der Spieler mit jedem Durchlauf die notwendigen Teile dieses Puzzles erlernt. Damit dies auf Dauer nicht zu langweilig wird, brauchten die Entwickler ein Element der Unvorhersehbarkeit, um das Spiel zu einer Herausforderung zu machen. Während die derzeitige KI in Videospielen durchaus glaubhaftes Verhalten an den Tag legen kann, neigt sie dennoch dazu, überraschende Aktionen zu vermeiden. Dies führte dazu, eine Online-Komponente in Form eines zweiten Spielers einzubinden, der Julianna steuert, um das Spiel des Spielers von Colt zufällig zu beeinflussen – etwas, das Arkane bereits in ihrem unveröffentlichten Titel The Crossing erforscht hatte. Um Spieler, die ausschließlich im Einzelspieler spielen wollen, nicht abzuschrecken, ist Deathloop auch offline spielbar.
Deathloop kombiniert Elemente sowohl aus der Dishonored-Serie als auch aus Prey. Es soll dem Spieler eine breite Palette von Fähigkeiten geben, die er auswählen kann, um zu versuchen, die „perfekte Schleife“ zu vervollständigen. Viele davon spiegeln Kräfte aus den erwähnten Spielen wider. Diese Stealth-Fähigkeiten können jedoch mit anderen Fähigkeiten verkettet werden, um Colt „wie John Wick kämpfen zu lassen“, so Bakaba. Der Julianna-Charakter hat eine ähnliche Bandbreite an Fähigkeiten, viele davon näher an den Prey-Fähigkeiten, wie z. B. die Fähigkeit, jeden Charakter im Spiel zu imitieren, einschließlich Colt, und sich so durch Aktivitäten einzumischen, den Spieler mit ihrer Mimikry vom eigentlichen Ziel wegzulocken oder indem sie sich als ein Duplikat von Colt vor eines der Ziele stellt, um auf diese Weise Verwirrung zu stiften.
Das Setting des Spiels „Blackreef“ ist den Färöer-Inseln nachempfunden und vom Stil der Swinging Sixties inspiriert.
Deathloop wurde auf der E3 2019 enthüllt. Es wurde auf dem PlayStation-5-Event von Sony im Juni 2020 vorgestellt, wobei bestätigt wurde, dass das Spiel als zeitlich begrenzter Konsolenexklusivtitel für die PlayStation 5 Ende 2020 neben einer Windows-Version erscheinen wird. Im August 2020 wurde bekannt gegeben, dass sich das Spiel bis zum 2. Quartal 2021 verzögert, da die Entwicklung durch die Umstände der COVID-19-Pandemie beeinträchtigt wurde. Später gab das Unternehmen bekannt, dass es die Veröffentlichung von Deathloop für den 21. Mai 2021 plane. Etwa einen Monat vor der geplanten Veröffentlichung im Mai verschob Arkane die Veröffentlichung auf den 14. September 2021 und gab an, dass sie „diese zusätzliche Zeit nutzen werden, um unser Ziel zu erreichen: ein spaßiges, stilvolles und verblüffendes Spielerlebnis zu schaffen.“
Am 21. September 2020 gaben die Muttergesellschaft von Bethesda Softworks, ZeniMax Media und Microsoft bekannt, dass Microsoft beabsichtigt, ZeniMax und seine Studios, einschließlich Arkane, für 7,5 Milliarden US-Dollar zu kaufen und die Studios als Teil der Xbox Game Studios zu integrieren, wobei der Verkauf am 9. März 2021 abgeschlossen wurde. Der Leiter der Xbox Game Studios, Phil Spencer, sagte, dass dieser Deal keinen Einfluss auf die aktuell geplante plattformexklusive Veröffentlichung von Deathloop auf der PlayStation 5 haben werde. Das Spiel werde dort für ein Jahr exklusiv bleiben, bevor es auf anderen Konsolen erscheine.

## Rezeption
Deathloop hat national und international gute bis sehr gute Bewertungen erhalten. Die Rezensionsdatenbank Metacritic aggregiert für die PlayStation-5-Version 74  Rezensionen zu einem Mittelwert von 88.

„Das Konzept von Deathloop passt wahrlich auf keinen Bierdeckel, was auch mich erst etwas abgeschreckt hat. Selbst nach den ersten Spielstunden hatte ich noch nicht alles durchschaut. Wir bekommen das Loop-System Schritt für Schritt serviert, was aber so genau richtig ist, um nicht überfordert zu sein. Und das bezieht sich nicht nur auf das Spielkonzept, sondern auch auf die Geschichte dahinter. Sich auf diese Art alles nach und nach zu erarbeiten war für mich zwar ungewohnt, aber auch sehr erfrischend und motivierend.“

„Schade, wenn ausgerechnet die Geschichte am Ende schlappmacht, vor allem, nachdem man die Charaktere durchaus ins Herz geschlossen hat und Verständnis für beide Seiten gewinnen konnte. Aber irgendwie passt es auch zu einem Spiel so vieler Möglichkeiten, an dieser Stelle vage zu bleiben, anstatt durch allzu genaue Antworten den Möglichkeitsraum dessen, was als nächstes passiert, auf nur einen konkreten Ausgang zu reduzieren. Für mich war es jedenfalls ein Genuss, Deathloop zu spielen, eins mit seiner seltsamen Atmosphäre zu werden und mit seinen wunderbar biegsamen Systemen zu experimentieren. Anderen Colt-Spielern im Multiplayer das Leben schwer zu machen, ist ein Spaß, der mich auch über die Kampagne hinaus noch ein wenig beschäftigen wird.“

„Deathloop hat etwas, das Arkane-Spiele seit jeher auszeichnet: Mut. Den Mut, anders zu sein. Den Mut, am Mainstream vorbei zu entwickeln, um etwas Besonderes zu erschaffen, dem man anmerkt, wie viel Liebe drinsteckt. Das einzigartige Artdesign der Arkane-Spiele, ihre atmosphärischen Welten, ihr geniales Leveldesign - all das hatte Dishonored, all das hatte Prey, all das hat nun Deathloop. Neu ist, dass Arkane gewisse Zugeständnisse an den Massengeschmack eingeht. Mangels wählbarer Schwierigkeitsgrade ist es mir als Stealth-Dinosaurier zu leicht, überdies fehlt mir das schweißgebadete Leichenverstecken, weil erledigte Eternalisten sofort verpuffen. Auch die Action bleibt seicht. Zwar könnte ich mit Fähigkeiten, Waffen, Upgrades experimentieren, aber ich muss es nicht: Nachdem ich früh im Spiel ein violettes Maschinengewehr gefunden hatte, konnte ich selbst Gegnerhorden einfach anlocken, mich in eine Ecke zurückziehen und alles niedermähen, was um selbige bog.“